# Hostín u Vojkovic
Hostín u Vojkovic település Csehországban, a Mělníki járásban. Hostín u Vojkovic Újezdec, Zálezlice, Vojkovice és Dřínov településekkel határos. Lakosainak száma 392 fő (2024. január 1.).

## Népesség
A település lakosságának változását az alábbi diagram mutatja:
| Lakosok száma | 401  | 457  | 455  | 380  | 356  | 326  | 312  | 325  | 321  | 392  |
|               | 1869 | 1890 | 1921 | 1950 | 1980 | 2001 | 2017 | 2019 | 2022 | 2024 |